# Blackwater (Cornouailles)
Pour les articles homonymes, voir Blackwater.
Blackwater est un village des Cornouailles, en Angleterre. Le village fait partie de la paroisse civile de St Agnes.